# 大学かぞえうた
「大学かぞえうた」（だいがくかぞえうた）は、守屋浩の楽曲。1962年8月5日に日本コロムビアからシングルEPが発売された。B面曲は「ざんねんソング」。

## 概要
酒井政利による初のレコード・プロデュース作品。当時、歌声喫茶「ともしび」で流行していた曲を採譜・編曲し、歌詞を一部変更したものである。発売から約1か月半で約7万枚を売り上げるヒットとなった。1968年時点での累計売上は27万枚。
日本のさまざまな大学が持つ特色を、数に乗せて歌い上げていく数え歌である。レコードでは本曲に登場する学生たちがどこの大学に通っているのかは歌詞に明記されていないものの、文面からある程度は想像できるものとなっており、実際にそれらの大学出身者や大学関係者がその点について言及している例もある。なお原曲では大学名が明記されていた。
守屋は、本曲で『第13回NHK紅白歌合戦』に出場した（紅白出場3回目。なお時間の関係上6番まで歌唱）。また守屋は、本曲を主題歌とする映画『大学かぞえうた 先輩・後輩』（下記）にも出演した。本曲はB面曲の「ざんねんソング」とともに、守屋のアルバム『夜空の笛』（2010年2月3日発売）および『決定盤 守屋浩大全集 〜僕は泣いちっち・月のエレジー〜』（2014年7月23日発売）に収録されている。

## エピソード
守屋が1962年9月15日放送の日本テレビの番組『コロムビア・アワー』に出演した際、特定の大学名を出してこの曲を歌ったところ、名指しされた2大学から日本コロムビア本社に抗議の電話が、読売新聞にも読者から抗議の投書が寄せられた。同月19日、堀プロダクション社長・日本コロムビア宣伝部長・守屋がそれぞれ当該大学に謝罪文を提出したことで騒動は収束した。

## 収録曲
1. 大学かぞえうた
作詞・作曲：不詳、補作詞：浜口庫之助、採譜：仲田三孝、水原皓一、編曲：浜口庫之助
2. ざんねんソング
作詞：浜口庫之助、作曲：不詳、採譜：仲田三孝、編曲：浜口庫之助

## 映画
1962年12月5日、本曲を題材とした歌謡映画『大学かぞえうた 先輩・後輩』が松竹系で公開された。モノクロ、松竹グランドスコープ、82分。
同じビルに所在する製薬会社と酒造会社を舞台にした作品で、大学卒業後に入社した2人の社員が主人公。主演は吉田輝雄と石浜朗、ヒロイン役は鰐淵晴子、助演は「大学かぞえうた」の歌手である守屋浩と『お笑い三人組』の一龍齋貞鳳、三代目江戸家猫八、三遊亭小金馬（後の四代目金馬→二代目金翁）。脚本は社長シリーズの笠原良三が手掛けた。

### スタッフ
- 製作：小倉武志
- 脚本：笠原良三
- 監督：八木美津雄
- 撮影：平瀬静雄
- 音楽：木下忠司
- 美術：熊谷正雄
- 照明：津吹正
- 録音：中村寛
- スチル：梶本一三
- 編集：杉原よし

参考：『キネマ旬報』330号、キネマ旬報社、1962年、116頁。

### キャスト
- 徳宮宗太郎（「宇津見製薬」新入社員）：吉田輝雄
- 神保三郎（「浮田酒造」新入社員）：石浜朗
- 浮田左市（「浮田酒造」社長）：小川虎之助
- 宇津見寛三（「宇津見製薬」社長）：益田喜頓
- 佐々進（「週刊トップ」編集長、徳宮と神保の大学の先輩）：長門勇
- 宇津見紅子（寛三の妻）：宮城千賀子
- 一ノ瀬課長：一龍齋貞鳳
- 女中・八重子：若水ヤエ子
- 浮田咲子（左市の娘）：鰐淵晴子
- 山田記者：三代目江戸家猫八
- 高見圭子：国景子
- 小林（先輩社員）：三遊亭小金馬
- 村瀬課長：永井達郎
- 洋子：三原葉子
- 大学生：守屋浩
- 「お富」を演ずる男：大泉滉
- 戸谷（講師）：トニー谷

参考：『キネマ旬報』330号、キネマ旬報社、1962年、116頁。

### 同時上映
- 海猫が飛んで